# Elophos mauricauda
Elophos mauricauda är en fjärilsart som beskrevs av Charles Oberthür 1913. Elophos mauricauda ingår i släktet Elophos och familjen mätare. Inga underarter finns listade i Catalogue of Life.